# Caitríona
Caitríona, Caitrìona und Caitriona sind weibliche Vornamen.

## Herkunft und Bedeutung
Caitríona ist die irische Form von Katharina.
Caitrìona ist die schottische Form von Katharina.
Varianten sind Caitlín, Caitria, Catrina.

## Bekannte Namensträgerinnen
- Caitriona Balfe (* 1979), irisches Model und Schauspielerin